# Loquizza
Loquizza o Loquizza Seghetti (in sloveno Lokvica), è un paese della Slovenia, frazione del comune di Merna-Castagnevizza.
L'appellativo doppio in lingua italiana era dovuto alla presenza dell'agglomerato di Segeti (in italiano in passato Seghetti) a 550 metri a sud-est di Loquizza.

## Geografia fisica
La località si trova sul Carso a 217,8 metri s.l.m. e a 1,9 chilometri dal confine italiano.

Le alture principali e depressioni sono: Veliki hrib - Cerje (in italiano storico Colle Grande), 343 m; Pečinka (in italiano storico Pecinca), 291 m; Nadlogen (Nad Logem), 213 m; Veliki Medvejšče, 376 m; Gomila, 259 m; Grabčji hrib, 206 m; Srčandol (in italiano storico Dolina Santa Barbara).

## Origini del nome
Il toponimo Loquizza deriva dalle lokve, le pozze che venivano scavate nell'arido terreno carsico per conservare un po' d'acqua piovana per le necessità domestiche e per abbeverare il bestiame.

## Storia
Durante il dominio asburgico Loquitza (Lokvica) fu frazione del comune di Oppacchiasella (Opatje Selo)
Le alture che circondano Loquizza (oltre al Colle Grande, soprattutto il Pecinca, furono d'importanza strategica durante la prima guerra mondiale. La posizione di Loquizza subì, durante il conflitto, numerosi cambiamenti. Dal maggio del 1915 (inizio della guerra) fino all'agosto 1916 (presa di Gorizia), Loquizza appartenne alle retrovie austro-ungariche. Dall'agosto 1916 al novembre dello stesso anno, il paese venne attraversato dalla linea del fronte che si era lentamente spostata dal Vallone verso Loquizza. Dal novembre 1916 (sfondamento sul lato nord dell'altopiano) fino all'ottobre 1917 (ritirata delle truppe italiane), la zona di Loquizza faceva parte delle retrovie italiane.
Nel 1920, in seguito alla prima guerra mondiale e al Trattato di Rapallo, passò al Regno d'Italia, rimanendo inquadrata nel comune di Opacchiasella. In seguito alla seconda guerra mondiale e al Trattato di Parigi, passò alla Jugoslavia. Dal 1991 fa parte della Slovenia.